# NGC 4156
NGC 4156 est une galaxie spirale barrée située dans la constellation des Chiens de chasse. NGC 4156 a été découverte par l'astronome germano-britannique William Herschel en 1787.

## Caractéristiques
La classe de luminosité de NGC 4156 est II et elle présente une large raie HI. C'est aussi est une galaxie active (AGN) et une galaxie LINER, c'est-à-dire une galaxie dont le noyau présente un spectre d'émission caractérisé par de larges raies d'atomes faiblement ionisés.

### Distance
Sa vitesse par rapport au fond diffus cosmologique est de 7 027 ± 17 km/s, ce qui correspond à une distance de Hubble de 103,6 ± 7,3 Mpc (∼338 millions d'al).
À ce jour, quatre mesures non basées sur le décalage vers le rouge (redshift) donnent une distance de 66,275 ± 34,217 Mpc (∼216 millions d'al), ce qui est à l'intérieur des valeurs de la distance de Hubble en raison de l'écart type élevé de cet échantillon. Toutes les mesures de cette échantillon sont basées sur la loi de Tully-Fisher et elles sont inférieures à 89 Mpc. Une mesure est même de 15,5 Mpc, ce qui explique l'écart-type. En enlevant cette mesure, le résultat donnerait 83,2 ± 6,1 Mpc (∼271 millions d'al), ce qui est à l'extérieur des valeurs de la distance de Hubble. Notons cependant que c'est avec la valeur moyenne des mesures indépendantes, lorsqu'elles existent, que la base de données NASA/IPAC calcule le diamètre d'une galaxie et qu'en conséquence le diamètre de NGC 4156 pourrait être d'environ 42,6 kpc (∼139 000 al) si on utilisait la distance de Hubble pour le calculer.

## Paire optique de galaxies
Selon Vaucouleur et Corwin, NGC 4151 et NGC 4156 forment une paire de galaxies. Mais, ce n'est pas une paire réelle de galaxie. En effet, comme plusieurs des paires mentionnées dans cet article, avec des distances respectives de 60 et 338 millions d'années-lumière, les galaxies NGC 4151 et NGC 4156 forment une paire purement optique.

## Supernova
La supernova SN 1974A a été découverte dans NGC 4156 le 28 janvier 1974 par Halton Arp. Le type de cette supernova n'a pas été déterminé.